# Adair (Illinois)
Adair es un lugar designado por el censo ubicado en el condado de McDonough en el estado estadounidense de Illinois. En el Censo de 2010 tenía una población de 210 habitantes y una densidad poblacional de 188,56 personas por km².

## Geografía
Adair se encuentra ubicada en las coordenadas 40°25′6″N 90°29′51″O / 40.41833, -90.49750. Según la Oficina del Censo de los Estados Unidos, Adair tiene una superficie total de 1.11 km², de la cual 1.11 km² corresponden a tierra firme y (0%) 0 km² es agua.

## Demografía
Según el censo de 2010, había 210 personas residiendo en Adair. La densidad de población era de 188,56 hab./km². De los 210 habitantes, Adair estaba compuesto por el 98.57% blancos, el 0.48% eran afroamericanos, el 0.95% eran amerindios, el 0% eran asiáticos, el 0% eran isleños del Pacífico, el 0% eran de otras razas y el 0% pertenecían a dos o más razas. Del total de la población el 0.48% eran hispanos o latinos de cualquier raza.